# Miljöhistoria
Miljöhistoria är en ämnesöverskridande historieinriktning med inriktning mot människans interaktion med miljön omkring henne under historien. 
Miljöhistoria kan delas in i tre delområden
- De naturgivna förutsättningarna.
- Människans sätt att lösa sin försörjning.
- Den mänskliga kulturens påverkan.